# SN 1999aw
SN 1999aw – supernowa typu Ia odkryta 17 marca 1999 roku w galaktyce A110136-0606. Jej maksymalna jasność wynosiła 16,88m.